# Evangelický kostel (Dúžava)
Evangelický kostel v Dúžavě u Rimavské Soboty je jediný dochovaný dřevěný toleranční kostel na Slovensku. Na své dnešní místo byl přistěhován z obce Selce, když se zde roku 1807 farníci rozhodli postavit si nový zděný kostel. Věřící v Dúžavě kostel koupili a rozebraný převezli a postavili; stavbu ještě doplnili malovaným stropem z roku 1747 z kostela v Klenovci.
Os roku 1963 je kostel památkově chráněn.